# III Trofeu Anxaneta de Plata
El III Trofeu Anxaneta de Plata tingué lloc el 30 d'agost de 1970 a la plaça de la Vila de Vilafranca del Penedès, en el marc de la diada de Sant Fèlix de la festa major vilafranquina. Fou el dissetè concurs de castells de la història i el tercer de les quatre edicions del Trofeu Anxaneta de Plata, celebrades els anys 1968, 1969, 1970 i 1971.
Hi van participar quatre colles: els Nens del Vendrell, els Castellers de Vilafranca, la Colla Nova dels Xiquets de Tarragona i els Minyons de l'Arboç. La victòria fou pels Nens del Vendrell, que van descarregar el 4 de 8 i el 2 de 7 i carregar el pilar de 6 i pilar de 7 amb folre. Fou la cinquena victòria dels vendrellencs en un concurs de castells, després del concurs de 1941 a Valls, el 1952 a Tarragona i el 1968 i 1969, en les dues edicions anteriors del Trofeu Anxaneta de Plata.

## Resultats

### Classificació
| Resultat              |
| --------------------- |
| Descarregat (D)       |
| Carregat (C)          |
| Intent (I)            |
| Intent desmuntat (ID) |

En el III Trofeu Anxaneta de Plata hi van participar 4 colles.
Llegenda
f: folre
| Pos. | Colla                                | 1a ronda | 2a ronda | 3a ronda | 4a ronda | 5a ronda | Punts |
| ---- | ------------------------------------ | -------- | -------- | -------- | -------- | -------- | ----- |
| 1    | Nens del Vendrell                    | Pde6(c)  | 4de8     | 2de7     | Pde7f(c) | 3de8(i)  | 68    |
| 2    | Castellers de Vilafranca             | 4de8(c)  | 2de7     | 3de7     | Pde5     | —        | 41    |
| 3    | Colla Nova dels Xiquets de Tarragona | 4de7     | 3de7     | 2de6     | Pde5     | —        | 20    |
| 3    | Minyons de l'Arboç                   | 4de7     | 3de7     | 2de6(c)  | Pde5     | —        | 20    |

### Estadística
En el III Trofeu Anxaneta de Plata es van fer disset intents de castells i es van provar nou construccions diferents que, en ordre de dificultat creixent, anaven des del 2 de 6 al pilar de 7 amb folre. De les 17 temptatives que es van fer es van descarregar tretze castells —el màxim dels quals fou el 4 de 8—, se'n van carregar tres —un pilar de 7 amb folre (el més valorat) i un pilar de 6 i un altre 4 de 8— i un castell es va quedar en intent. La següent taula mostra l'estadística dels castells que es van provar al concurs de castells. Els següents castells apareixen ordenats, de major a menor dificultat, segons la valoració tradicional que se'ls atribueix a cada un.
| Castell              | Descarregat | Carregat | Intent | Intent desmuntat | Total |
| -------------------- | ----------- | -------- | ------ | ---------------- | ----- |
| Pilar de 7 amb folre | —           | 1        | —      | —                | 1     |
| 3 de 8               | —           | —        | 1      | —                | 1     |
| Pilar de 6           | —           | 1        | —      | —                | 1     |
| 4 de 8               | 1           | 1        | —      | —                | 2     |
| 2 de 7               | 2           | —        | —      | —                | 2     |
| 3 de 7               | 3           | —        | —      | —                | 3     |
| 4 de 7               | 2           | —        | —      | —                | 2     |
| Pilar de 5           | 3           | —        | —      | —                | 3     |
| 2 de 6               | 1           | 1        | —      | —                | 2     |
| Total                | 12          | 4        | 1      | 0                | 17    |
| Percentatge          | 76,4%       | 17,6%    | 5,8%   | 0%               | 100%  |